# Японский фольклор
На японский фольклор в равной степени повлияли обе основные религии страны — как синто, так и буддизм. В нём часто повествуется о комичных и неестественных персонажах или ситуациях, а также зачастую упоминаются различные сверхъестественные существа такие как: Бодхисаттва, Ками (духовные сущности), ёкай (например они или каппа), юрэй (призраки умерших), драконы, животные со сверхъестественными способностями: кицунэ (лисы), тануки (енотовидные собаки), мудзина (барсук), бакэнэко (кошка-монстр) и баку (дух).
Японский фольклор зачастую разделяют на несколько категорий: мукасибанаси (яп. 昔話) — предания о деяниях прошлого; намидабанаси (яп. 涙話) — грустные истории; обакэбанаси(яп. お化け話) — рассказы об оборотнях; онгаэсибанаси (яп. 恩返し話) — предания о благодарности; тонтибанаси (яп. 頓知話) — остроумные истории; варайбанаси (яп. 笑い話) — юморески; и ёкубарибанаси (яп. 欲張り話) — рассказы о жадности. Также к фольклору относят юкар (айну ユーカラ) и другие устные предания и эпосы айнов.
В число самых известных японских преданий входят:
- История о Кинтаро, Золотом Мальчике со сверхъестественными способностями.
- История об уничтожившем чертей Момотаро.
- История о Урасима Таро, который спас черепаху и побывал на дне моря.
- История о Иссун Боси (яп. 一寸法師) — мальчике размером с чертенка.
- История о Токоё, девочке, которая вернула своему отцу-самураю честь.
- Бумбуку Тягама (яп. ぶんぶく茶釜) — история о тануки, принимавшем вид чайника.
- История о лисице Тамомо-но Маэ.
- Сита-кири Судзумэ (яп. 舌切り雀) повествует о воробье, у которого не было языка.
- История о мстительной Киёхимэ (яп. 清姫), которая превратилась в дракона.
- Бантё Сараясики (яп. 番町皿屋敷) — сказка о любви Окику и девяти блюдах
- Ёцуя Кайдан — история о призраке Оиве.
- Ханасака Дзий — история о старике, который заставил увядшие деревья цвести.
- Повесть о старике Такэтори — история о загадочной девушке по имени Кагуя-химэ, которая прибыла из столицы Луны.

Стоит добавить, что на формирование фольклора влияние оказывали как иностранная литература, так и культ поклонения предкам и духам, который был распространен по всей древней Азии; а также некоторые истории, дошедшие до японцев из Индии. Впоследствии они были сильно изменены и адаптированы для понимания и сочувствия простых людей.
Другие истории испытали на себе влияние индийского эпоса Рамаяны и классического китайского произведения «Путешествие на Запад». Истории, упомянутые в буддистской Джатаке, в несколько измененной форме также обнаруживают себя в коллекции популярных японских историй.
В середине 20-го столетия рассказчики часто путешествовали из города в город, рассказывая эти истории со специальными иллюстрациями, которые назывались камисибай (яп. 紙芝居)